# Lorne Cardinal
Pour les articles homonymes, voir Cardinal.
 (janvier 2018).
Si vous disposez d'ouvrages ou d'articles de référence ou si vous connaissez des sites web de qualité traitant du thème abordé ici, merci de compléter l'article en donnant les références utiles à sa vérifiabilité et en les liant à la section « Notes et références ».
Lorne Cardinal est un acteur canadien né le 6 janvier 1964 à Sucker Creek en Alberta.

## Filmographie

### Cinéma
- 1999 : In the Blue Ground : Daniel Dééla
- 2002 : Insomnia : Rich
- 2007 : Tkaronto : Max Cardinal
- 2010 : Flicka 2 : Amies pour la vie : le shérif
- 2010 : Rust : Duane
- 2011 : Wapos Bay: Long Goodbyes : Jacob
- 2012 : Path of Souls : Dave Courchene
- 2013 : The Shape of Rex : Stanley
- 2013 : Les Yeux de l'amitié : Angus Coleman
- 2014 : Corner Gas: The Movie : Davis Quinton
- 2015 : Into the Forest : Jerry
- 2015 : Open Season: Scared Silly : Shérif Gordy
- 2017 : The Adventure Club : Curtis
- 2017 : Never Steady, Never Still : Lenny
- 2017 : The Humanity Bureau : Border Ranger
- 2017 : Kayak to Klemtu : Don
- 2018 : The Road Behind : Frank

### Télévision
- 1994 : Lonesome Dove : Indian Brave (2 épisodes)
- 1994 : La Légende d'Hawkeye : le frère du vent du nord (1 épisode)
- 1995-1997 : Au nord du 60e : Daniel Dééla (6 épisodes)
- 1995-1999 : Jake and the Kid : Moses Lefthand (16 épisodes)
- 1999 : The City : Gabriel (4 épisodes)
- 2000 : Thin Air : Bobby Horse
- 2000-2001 : Le Canada : Une histoire populaire : Harold Cardinal, Mike Mountainhorse, Tecumseh, et autres personnages (5 épisodes)
- 2001-2002 : Blackfly : Chef Smack-Your-Face-In (11 épisodes)
- 2002 : Sydney Fox, l'aventurière : Shérif Dark Feather (1 épisode)
- 2003 : La Prison de glace
- 2004-2008 : Renegadepress.com : Wayne Sinclair (11 épisodes)
- 2004-2009 : Corner Gas : Davis Quinton (107 épisodes)
- 2005-2010 : Wapos Bay : Jacob (33 épisodes)
- 2012 : Arctic Air : Zachary Ward (4 épisodes)
- 2012 : Primeval: New World : Oncle Ray (1 épisode)
- 2012-2013 : Level Up : Principal Storms (2 épisodes)
- 2014 : Loin des yeux, loin du Cœur : Roger Calhoun
- 2014 : Fargo : Ray Almond (1 épisode)
- 2016 : Shut Eye : Pete le jardinier (1 épisode)
- 2017 : Royal Canadian Air Farce (1 épisode)
- 2017 : Tin Star : Officier Lightfoot (1 épisode)
- 2018 : Corner Gas Animated : Davis Quinton
- depuis 2020 : Most Wanted Criminals (FBI: Most Wanted) : Nelson Skye, père de Clinton Skye